# El Masot (l'Estany)
El Masot fou una masia del terme municipal de l'Estany, a la comarca catalana del Moianès.
Estava situada en el sector sud-occidental del terme, prop del límit amb el terme de Moià, a un quilòmetre a ponent del poble de l'Estany. és a l'extrem sud-occidental de la carena del Serrat del Masot, a la dreta del Riu Sec.
Actualment (2008) només se'n conserven les ruïnes, que denoten una masia grossa, amb un territori en el seu entorn feréstec, però extens. Tot a l'entorn del lloc es conserven nombrosos camps i feixes, algunes amb arbres fruiters, actualment abandonats.
Hi mena un camí rural, actualment en desús, que des de l'extrem sud-oest del nucli urbà de l'Estany seguia tota la Serra del Masot en la mateixa direcció sud-oest, i en un quilòmetre arribava a la masia. En l'actualitat, el tram més proper a la masia està bastant perdut.